# 157
157 (CLVII) var ett normalår som började en fredag i den julianska kalendern.

## Händelser

### Okänt datum
- Sedan Pius I har avlidit väljs Anicetus till påve (detta år, 154 eller 155).

## Födda
- Hua Xin, rådgivare till Cao Cao
- Xun You, rådgivare till Cao Cao

## Avlidna
- Pius I, påve sedan 140, 142 eller 146 (död detta år, 154 eller 155)
- Zhang Daoling, kinesisk taoistisk filosof